# Фоллен, Карл
Карл Теодор Христиан Фоллен (4 сентября 1796, Ромрод около Альсфельда, Гессен — 13 января 1840, пролив Лонг-Айленд, США) — германский и впоследствии американский писатель, учёный и радикал.

## Биография
Родился в Гессен-Дармштадте. Его племянником был естествоиспытатель и философ Карл Фохт. Окончил гимназию в Гисене, где изучал латынь, греческий, иврит, французский и итальянский языки, увлекался поэзией Шиллера; в 1813 году поступил на теологический факультет Гисенского университета. В 1814 году добровольцем ушёл на фронт во время Освободительной войны против Франции, однако заболел тифом и не успел принять участия в боевых действиях. После возвращения с войны продолжил обучение на юридическом факультете. Участвовал в немецком национальном движении. В 1818 году защитил диссертацию по гражданскому и церковному праву. Читал в Гисене лекции по гражданскому праву, но из-за своих взглядов в 1819 году был уволен оттуда и перешёл в университет Йены, где также преподавал право.. Однако осенью того же года был уволен и оттуда, подозреваемый в основании революционного союза (deutscher Männerhund). После политического убийства Карлом Зандом онсервативного писателя Августа фон Коцебу попал под подозрение и был арестован по подозрению в участии в заговоре, поскольку был в приятельских отношениях с Зандом. В конце 1819 года Фоллен отправился в Страсбург, в феврале 1820 года — в Париж, где познакомился с маркизом де Лафайетом, героем Американской ревллюции. Затем эмигрировал в Швейцарию, где сначала преподавал в кантональной школе в Куре, а в 1821 году смог перейти на работу в Базельский университет, где занимался также редактированием научного журнала.
В 1824 году, однако, под давлением Пруссии швейцарское правительство начало арестовывать германских эмигрантов. Поэтому бежал в Гавр и отплыл в Америку. В Филадельфию Фоллен прибыл в декабре того же года, причём английский язык начал учить только во время путешествия. В это время де Лафайет путешествовал по США и он рекомендовал Фоллена авторитетному гарвардскому профессору и своему другу Джорджу Тикнору. Прожив полгода в Филадельфии и Нью-Йорке, Фоллен с 1825 года преподавал в Гарвардском университете немецкий язык и литературу. В 1826 году ввёл в этом университете немецкую систему спортивной гимнастики, а в 1832 году привнёс немецкую традицию праздновать Новый год с ёлкой .

## Участие в движении аболиционистов
Прибыв  в  США, Фоллен стал активным участником аболиционистского движения (за отмену рабства в США). В 1833 году он стал вице-президентом Общества борьбы против рабства Новой Англии, и активно участвовал в создании его отделения в штате Массачусетс. Он прямо заявлял,  что рабовладение аморально и противоречит американским республиканским принципам. В своих лекциях выступал против популярных в то время идей о "врожденной" интеллектуальной  неполноценности африканцев. С этими политически радикальными заявлениями Фоллен вступил в конфликт с руководством университета; он подвергся жёсткой критике в местной прессе, и его контракт не был продлён. В 1836 году духовное звание и став профессором унитарианского богословия в Бостоне. В этот период его поддерживал Ральф Уолдо Эмерсон и другие трансцеденталисты, которые благодаря Фоллену познакомились с немецкой литературой. В 1839 году возглавил унитарианскую общину в Лексингтоне, разработал для неё проект новой унитарианской церкви в Массачусетс (см. Follen Church Society). Выступал с публичными лекциями. 13 января 1840 года погиб при пожаре на пароходе «Лексингтон» на пути из Нью-Йорка в Бостон, но не был удостоен публичных похорон из-за своей аболиционистской деятельности.

## Творчество
Кроме многочисленных свободолюбивых песен, Фоллен составил «German reader» (Бостон, 1831 и 1858) и «Practical grammar of the German language» (там же, 1831). Полное собрание его сочинений издано его вдовой в 1842 году с биографией. В это собрание вошёл его незаконченный трактат по психологии.